# Protobubopsis braueri
Protobubopsis braueri is een insect uit de familie van de vlinderhaften (Ascalaphidae), die tot de orde netvleugeligen (Neuroptera) behoort. 
Protobubopsis braueri is voor het eerst wetenschappelijk beschreven door Van der Weele in 1909.